# Dena Penn
Dena Penn (* 20. Jahrhundert) ist eine Kinderschauspielerin, die in den 1940er Jahren ihre größten Erfolge feierte. Ihre bekannteste Rolle ist die der Olga in dem Kriegsfilm Days of Glory an der Seite von Gregory Peck und Tamara Toumanova.

## Schauspielkarriere
Dena Penn begann ihre Karriere als Schauspielerin Ende der 1930er Jahre, als sie in einer nicht genannten Nebenrolle in dem Film The Star Maker aus dem Jahr 1939 auftrat. Danach folgten regelmäßig Auftritte in verschiedenen Filmen, in denen sie im Abspann allerdings häufig nicht genannt wurde, da es sich immer nur um Nebenrollen handelte.
1944 folgte schließlich ihre größte und heute bekannteste Rolle: Sie verkörperte die kleine Olga in dem Kriegsfilm Days of Glory an der Seite des späteren Hollywoodstars Gregory Peck und der Tänzerin Tamara Toumanova. Es war Penns einziger Film mit einer Nennung im Abspann.
Ihren letzten Auftritt in einem Film hatte Dena Penn im Jahr 1945, als sie die Rolle des Eight-Year-Old-Girl in dem Film Yolanda and the Tief spielte. Danach zog sie sich aus dem Schauspielberuf zurück.

## Filmografie
- 1939: The Star Maker
- 1940: The Blue Bird
- 1940: Cinderella’s Feller
- 1942: Two Yanks in Trinidad
- 1944: Days of Glory
- 1944: Heavenly Days
- 1945: Yolanda und der Dieb (Yolanda and the Tief)